# 万月堂
万月堂（まんげつどう、生没年不詳）とは、江戸時代の浮世絵師。

## 来歴
師系・経歴不明。奥村政信の画風で細判の紅摺絵を残しているが、政信の門人だったかどうかは明らかではない。作画期は延享の頃とされる。作には絵暦として描かれたものもある。

## 作品
- 「両国涼見」　細判三丁掛紅摺絵
- 「初夢三幅対」　細判三丁掛紅摺絵　大英博物館所蔵
- 「吉原小町三幅対」　細判三丁掛紅摺絵　ホノルル美術館所蔵
- 「風呂上がり三幅対」　細判三丁掛紅摺絵　※延享4年（1747年）の絵暦
- 「浮世三幅対」　※「風呂上がり三幅対」の異版
- 「風流年中記」　細判紅摺絵　※延享4年の絵暦